# Universidad Marie y Louis Pasteur
La Universidad Marie y Louis Pasteur (en francés: Université Marie et Louis Pasteur, también llamada UMLP), anteriormente llamada Universidad de Franco Condado hasta 2024, es una universidad pública francesa localizada en Besanzón y con sedes distribuidas en diversas ciudades de la región de Franco Condado (Belfort, Dole, Lons-le-Saunier, Montbéliard, Vesoul).
La universidad debe su nombre al científico Louis Pasteur, originario de Franco Condado, y a su esposa, Marie Pasteur, quien lo ayudó activamente.

## Alumnado
- Yukiya Amano, diplomático japonés y funcionario público internacional en las Naciones Unidas
- Georges Becker, micólogo y político francés
- Hilaire de Chardonnet,  ingeniero, científico e industrial francés, inventor de la primera fibra textil artificial («seda artificial»)
- Jean-Luc Lagarce, actor, escritor y director de teatro francés
- Claude Lorius, glaciólogo y climatólogo francés
- Jean-Luc Mélenchon, político francés
- Dominique Voynet, política francesa
- Abdoulaye Wade, político senegalés, tercer presidente de Senegal